# Herminia postmaculata
Herminia postmaculata är en fjärilsart som beskrevs av Barend J. Lempke 1966. Herminia postmaculata ingår i släktet Herminia och familjen nattflyn. Inga underarter finns listade i Catalogue of Life.